# لارا باربييري
لارا باربييري (بالإيطالية: Lara Barbieri)‏ (2 فبراير 1986 بساسولو في إيطاليا - ) هي لاعبة كرة قدم إيطالية في مركز الوسط. لعبت مع Unione Sportiva Dilettantistica San Zaccaria ‏ وASD Calcio Chiasiellis ‏ وASD Reggiana Calcio Femminile ‏ وASD Riviera di Romagna Calcio Femminile ‏ ونادي نابولي النسائي ‏ وMichigan Phoenix ‏.

## وصلات خارجية
- لارا باربييري على موقع قاعدة بيانات كرة القدم.إي يو (الإنجليزية)